# Зелений (Сосьвинський міський округ)
Зеле́ний (рос. Зелёный) — селище у складі Сосьвинського міського округу Свердловської області.
Населення — 3 особи (2010, 12 у 2002).
Національний склад населення станом на 2002 рік: росіяни — 92 %.